# Nitinol
El Nitinol és un metall format per l'aliatge de níquel i titani, i presenta unes propietats estranyes respecte als altres aliatges, ja que és capaç de recuperar de manera "intel·ligent" la forma original després d'haver estat deformat, sempre que s'escalfi a la temperatura de transformació.
A partir de l'any 1962, aquest material va començar a ser utilitzat en aplicacions sanitàries, ja que la recuperació de la forma original és molt pràctica per representar algun os o múscul, o fins i tot en petites dosis, per desobstruir artèries.
Encara que els científics coneixien algunes propietats d'aquest tipus de materials des de 1932, les primeres aplicacions pràctiques no van començar a desenvolupar-se fins 30 anys més tard. En els laboratoris de la marina dels EUA William Beuhler va descobrir un aliatge de níquel (N) i titani (Ti) que presentava aquestes propietats, en un programa d'investigació encaminat a l'obtenció d'un aliatge amb alta resistència a la corrosió. L'equip d'investigadors que ho va descobrir va batejar el nou material amb el nom de nitinol (acrònim de Ni-Ti-Naval Ordnance Laboratory). Es tracta d'un aliatge de níquel i titani en proporcions gairebé equimolars i que té propietats de memòria de forma espectaculars. La memòria de forma es manifesta quan, després d'una deformació plàstica, el material recupera la seva forma després d'un escalfament suau. El nom d'aquest material s'ha convertit en sinònim d'aquest tipus d'aliatges, igual que el tefló ho és del politetrafluoroetilè.

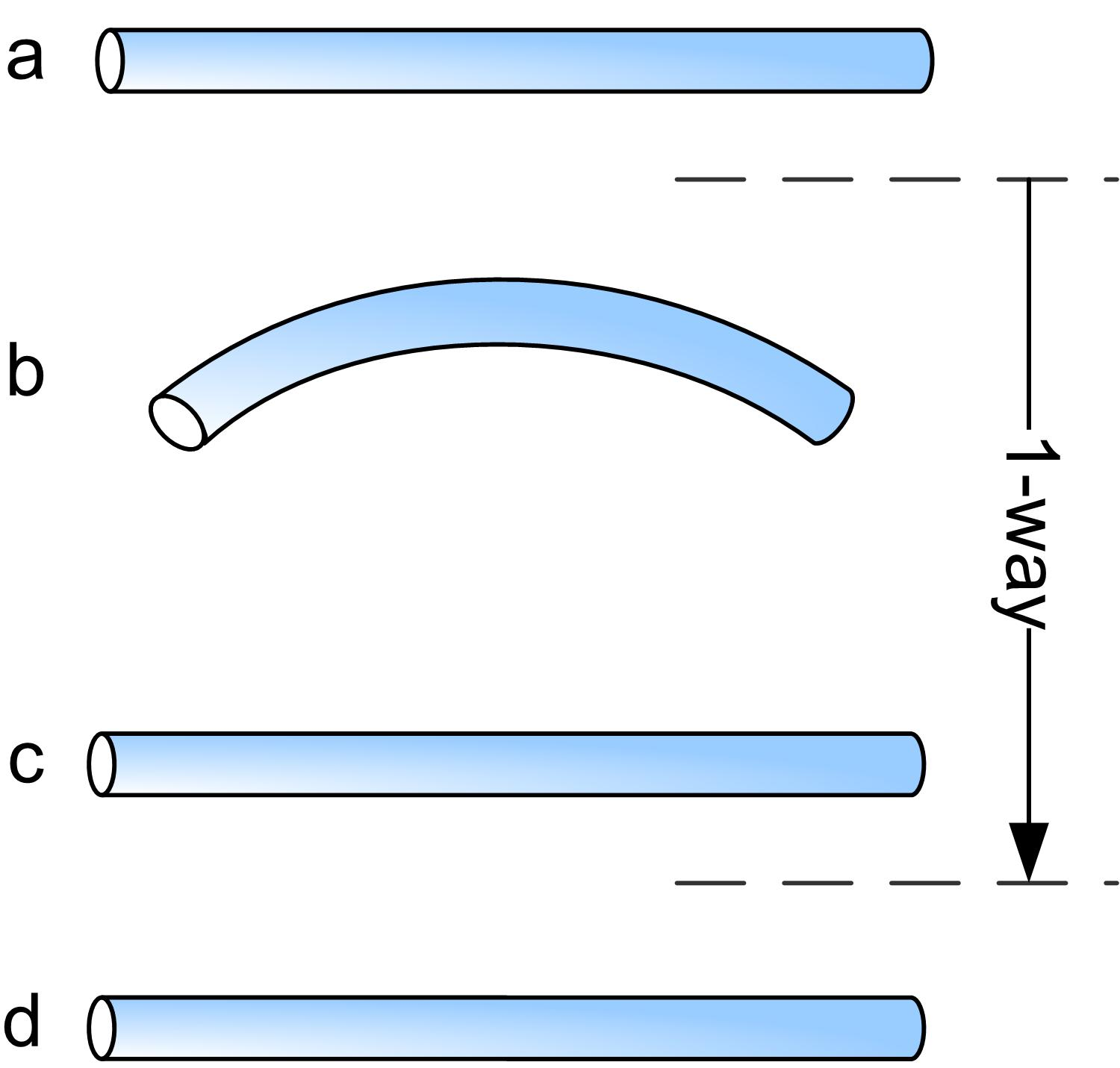
Deformació i recuperació de forma.

Els aliatges amb memòria de forma deuen les seves propietats a una transició de fase entre una estructura de tipus austenita i una de tipus martensita. Les transicions de fase en els sòlids es poden produir per dos mecanismes molt diferents. El més comú consisteix en el desplaçament d'àtoms de les seves posicions d'equilibri, mitjançant un procés conegut com a difusió, per adoptar una nova estructura més estable en les condicions de pressió i temperatura a què es troba el material. Aquest tipus de transicions es produeix generalment d'una manera lenta.
Els aliatges amb memòria de forma sofreixen també una transició de fase que es produeix mitjançant un moviment cooperatiu d'un gran nombre d'àtoms, els quals pateixen desplaçaments molt petits de les seves posicions d'equilibri. Ja que no hi ha difusió d'àtoms aquesta transformació és molt ràpida (pot arribar a la velocitat del so. Aquesta mena de transformació rep el nom martensítica, pel fet que es van descriure en primer lloc per a la transformació de l'acer entre les seves fases austenita (dúctil i mal·leable) i martensita (fràgil i dura).
La martensita (de baixa temperatura) és una fase menys simètrica que l'austenita (cúbica centrada a les cares). Una vegada que s'ha generat per refredament la fase martensita, es pot deformar fàcilment i d'una manera plàstica, però la transformació per escalfament recupera l'única estructura de tipus austenita possible. Aquest efecte, a escala macroscòpica es manifesta en la recuperació de la forma inicial.
En un procés típic de transformació amb memòria de forma, la peça es refreda des de l'estat d'austenita per transformar-la en martensita. En aquesta fase el material és mal·leable i es deforma fàcilment, canviant de forma. Un escalfament a una temperatura superior a la de transformació retorna l'objecte a la seva forma original.

## Aplicacions
Les aplicacions de les AMF que s'han desenvolupat fins ara es deriven de les seves dues propietats fonamentals, és a dir: la superelasticitat i la recuperació de la forma per escalfament.
Per les seves propietats de material superelàstic, s'han desenvolupat dispositius d'aplicació en medicina, com cilindres - malles autoexpansibles per mantenir la permeabilitat de vasos sanguinis (Stents), o dispositius per a oclusió de defectes cardíacs. També s'empren en elements que han de recuperar la seva forma original després d'una severa deformació, com muntures d'ulleres per a nens o antenes de telèfons mòbils (ja en desús). La recuperació de la forma original es pot emprar per a la generació de moviment o per a la fabricació d'acoblaments en conduccions espacials (conduccions en la indústria aeronàutica o conduccions submarines).
El procés per a generar unions és simple i molt fiable. Consisteix a fabricar un tub amb un diàmetre interior un 3% menor que el diàmetre del tub al qual s'ha d'unir. Un cop fred, en estat martensític, s'eixampla fins a un 8%. Un cop col·locats els tubs s'escalfa la unió per sobre de la temperatura de transformació, produint la contracció per recuperar la seva forma original, de manera que es produeix una unió dels tubs molt hermètica i resistent sense necessitat de juntes ni acoblaments mecànics.
En aplicacions com actuadors, s'empren en l'actualitat en la fabricació de vàlvules termostàtiques per a calefacció, que funcionen oposant dues molles, una d'acer convencional, amb una constant d'elasticitat que es pot considerar constant amb la temperatura i una altra d'AMF que a baixa temperatura és fàcilment deformable i obrirà la vàlvula, mentre que quan arribi a una certa temperatura es transformarà en austenita, recuperant la forma original i actuant en contra de la molla d'acer, i tancarà la vàlvula.

### Llista d'aplicacions
- Sistemes d'aproximació d'ossos per reparar fractures (Anson Medical, UK)
- Materials superelàstics (instruments mèdics)
- Termòstats i vàlvules de control
- Unions en canalitzacions de submarins i conduccions submarines
- Actuadors mecànics
- En Odontologia, tant a endodòncia per a instruments que permeten major control en conductes radiculars corbs, com en Ortodòncia en els arcs que recuperen la forma d'arcada en escalfar-se a la cavitat oral.
- Alguns fabricants de parapents fan servir varetes de nitinol per mantenir la forma del perfil aerodinàmic.